# آروانا آسیایی
آروانا آسیایی (نام علمی: Scleropages formosus) نام یک گونه از تیره آروانا است.